# Dolinio
Doliny [pronunciación en polaco: /dɔˈlinɨ/] es un pueblo en el distrito administrativo de Gmina Złoczew, dentro del condado de Sieradz, Voivodato de Łódź, en el centro de Polonia. Se encuentra a unos 5 kilómetros sureste de Złoczew, 25 kilómetros al sur de Sieradz, y 72 kilómetros suroeste de la capital regional Łódź.